# Гейлорд (Мічиган)
Гейлорд (англ. Gaylord) — місто (англ. city) в США, в окрузі Отсего штату Мічиган. Населення — 4286 осіб (2020).

## Географія
Гейлорд розташований за координатами 45°1′16″ пн. ш. 84°40′47″ зх. д. / 45.02111° пн. ш. 84.67972° зх. д. (45.021148, -84.679641).  За даними Бюро перепису населення США в 2010 році місто мало площу 12,51 км², з яких 12,44 км² — суходіл та 0,06 км² — водойми.

### Клімат
| Клімат : Гейлорд        | Клімат : Гейлорд | Клімат : Гейлорд | Клімат : Гейлорд | Клімат : Гейлорд | Клімат : Гейлорд | Клімат : Гейлорд | Клімат : Гейлорд | Клімат : Гейлорд | Клімат : Гейлорд | Клімат : Гейлорд | Клімат : Гейлорд | Клімат : Гейлорд | Клімат : Гейлорд |
| Показник                | Січ.             | Лют.             | Бер.             | Квіт.            | Трав.            | Черв.            | Лип.             | Серп.            | Вер.             | Жовт.            | Лист.            | Груд.            | Рік              |
| Середній максимум, °C   | −3,6             | −1,6             | 4,0              | 12,4             | 19,2             | 24,3             | 26,3             | 25,0             | 20,4             | 13,2             | 5,3              | −1,4             | 11,9             |
| Середня температура, °C | −7,7             | −6,5             | −1,7             | 5,8              | 12,2             | 17,5             | 19,8             | 18,8             | 14,5             | 7,9              | 1,4              | −4,8             | 6,5              |
| Середній мінімум, °C    | −11,7            | −11,3            | −7,5             | −0,8             | 5,2              | 10,7             | 13,3             | 12,5             | 8,6              | 2,7              | −2,6             | −8,2             | 0,9              |
| Норма опадів, мм        | 68               | 50               | 53               | 60               | 77               | 74               | 76               | 92               | 93               | 94               | 82               | 77               | 897              |
| Днів з опадами          | 16,1             | 11,6             | 10,3             | 9,2              | 9,5              | 8,8              | 8,5              | 9,4              | 10,7             | 12,5             | 13,3             | 16,2             | 136,1            |
| Днів зі снігом          | 15,8             | 11,5             | 7,2              | 3,1              | 0,2              | 0                | 0                | 0                | 0                | 1,6              | 7,2              | 14,4             | 61,0             |
| ----------------------- | ---------------- | ---------------- | ---------------- | ---------------- | ---------------- | ---------------- | ---------------- | ---------------- | ---------------- | ---------------- | ---------------- | ---------------- | ---------------- |
| Джерело: NOAA           |                  |                  |                  |                  |                  |                  |                  |                  |                  |                  |                  |                  |                  |

## Демографія
Згідно з переписом 2010 року, у місті мешкало 3645 осіб у 1610 домогосподарствах у складі 826 родин. Густота населення становила 291 особа/км².  Було 1847 помешкань (148/км²).
Расовий склад населення:
| - 94,8 % — білих - 1,0 % — азіатів - 0,9 % — чорних або афроамериканців - 0,8 % — корінних американців |

До двох чи більше рас належало 2,3 %. Частка іспаномовних становила 1,8 % від усіх жителів.
За віковим діапазоном населення розподілялося таким чином: 22,7 % — особи молодші 18 років, 57,3 % — особи у віці 18—64 років, 20,0 % — особи у віці 65 років та старші. Медіана віку мешканця становила 39,3 року. На 100 осіб жіночої статі у місті припадало 84,8 чоловіків;  на 100 жінок у віці від 18 років та старших — 79,5 чоловіків також старших 18 років.
Середній дохід на одне домашнє господарство  становив 45 130 доларів США (медіана — 33 036), а середній дохід на одну сім'ю — 58 789 доларів (медіана — 51 406). Медіана доходів становила 39 537 доларів для чоловіків та 32 180 доларів для жінок. За межею бідності перебувало 19,6 % осіб, у тому числі 40,1 % дітей у віці до 18 років та 14,8 % осіб у віці 65 років та старших.
Цивільне працевлаштоване населення становило 1542 особи. Основні галузі зайнятості: освіта, охорона здоров'я та соціальна допомога — 21,0 %, роздрібна торгівля — 18,4 %, мистецтво, розваги та відпочинок — 16,8 %.